# Butterflies (TV-serie)
Butterflies är en brittisk komediserie som sändes i fyra säsonger på BBC mellan 1978 och 1983.

## Handling
Hemmafrun Ria Parkinson känner sig negligerad av sin make och sina nästan vuxna söner. Hon överväger att inleda en affär med affärsmannen Leonard Dunn.

## Rollista i urval
- Wendy Craig - Ria Parkinson
- Geoffrey Palmer - Ben Parkinson
- Bruce Montague - Leonard Dunn
- Nicholas Lyndhurst - Adam Parkinson
- Andrew Hall - Russell Parkinson
- Joyce Windsor - Ruby
- Michael Ripper - Thomas